# Francesco Selmi
Francesco Selmi (né le 7 avril 1817 à Vignola, dans le duché de Modène et mort le 13 août 1881 dans la même ville) était un chimiste italien du XIXe siècle, qui est considéré comme l'un des fondateurs de la chimie des colloïdes.

## Biographie
Francesco Selmi devint le directeur d'un laboratoire de chimie à Modène en 1840 et professeur de chimie pharmacologique et de toxicologie à l'université de Bologne en 1867.
Il publia la première étude systématique des colloïdes inorganiques,,, en particulier à base de chlorure d'argent, de bleu de Prusse et de sulfures dans la période allant de 1845 à 1850.

## Sources
- (en) Cet article est partiellement ou en totalité issu de l’article de Wikipédia en anglais intitulé « Francesco Selmi » (voir la liste des auteurs).